# کریستوفر (خواننده)
کریستوفر (انگلیسی: Christopher Lund Nissen; تلفظ دانمارکی: [ˈlɔnˀ ˈne̝sn̩]؛ زادهٔ ۳۱ ژانویه ۱۹۹۲) خواننده دانمارکی زیر نظر کمپانی ئی‌ام‌آی دانمارک است. او در سال ۲۰۱۲ برندهٔ جایزه‌ای در مراسم جوایز موسیقی دانمارکی شد. او برندهٔ جایزه متفکر تازه‌کار سال (دانمارکی: Årets nytænker) شد که توسط اسپاتیفای تحت عنوان یک جایزه نوآورانه به او اعطا شد. کریستوفر پنج آلبوم منتشر کرد و نخستین آلبوم او به نام رنگ‌ها (۲۰۱۲) بود. به دنبال آن، او آلبوم‌های بهت گفته بودم (۲۰۱۴)، نزدیک‌تر (۲۰۱۶)، زیر زمین (۲۰۱۹) و خون من (۲۰۲۱) را منتشر کرد.

## زندگی شخصی
او در فردریکسبر به دنیا آمد و بعداً به همراه پدر و مادر و برادر کوچکترش، اولیور، به آماگر نقل مکان کرد. او در سال ۲۰۱۲ با دوست‌دخترش مدینا که خواننده دانمارکی بود، رابطه عاشقانه داشت. این زوج بعداً جدا شدند. کریستوفر در سال ۲۰۱۵ وارد رابطه با سسیل هوگارد، مدل دانمارکی شد و در ژوئن ۲۰۱۹ ازدواج کردند. فرزند اول این زوج که یک دختر بود، در سال ۲۰۲۱ به دنیا آمد. فرزند دوم این زوج در سال ۲۰۲۳ به دنیا آمد که او نیز دختر بود.

## ترانه‌شناسی

### آلبوم‌های استودیویی
| عنوان         | جزئیات                                                               | بهترین موقعیت | بهترین موقعیت | گواهی‌نامه              |
| عنوان         | جزئیات                                                               | دانمارک       | کره جنوبی     | گواهی‌نامه              |
| ------------- | -------------------------------------------------------------------- | ------------- | ------------- | ---------------------- |
| رنگ‌ها         | - انتشار: ۱۹ مارس ۲۰۱۲ - ناشر: ئی‌ام‌آی - فرمت: سی‌دی، دانلود دیجیتال   | ۴             | —             |                        |
| بهت گفته بودم | - انتشار: ۲۴ مارس ۲۰۱۴ - ناشر: پارلفون - فرمت: سی‌دی، دانلود دیجیتال  | ۲             | —             | - آی‌اف‌پی‌آی دی‌ئی‌ان: طلا |
| نزدیک‌تر       | - انتشار: ۱۵ آوریل ۲۰۱۶ - ناشر: پارلفون - فرمت: سی‌دی، دانلود دیجیتال | ۱             | ۷۴            | - آی‌اف‌پی‌آی دی‌ئی‌ان: طلا |
| زیر زمین      | - انتشار: ۲۲ فوریه ۲۰۱۹ - ناشر: پارلفون - فرمت: سی‌دی، دانلود دیجیتال | ۵             | —             |                        |
| خون من        | - انتشار: ۲۶ مارس ۲۰۲۱ - ناشر: پارلفون - فرمت: سی‌دی، دانلود دیجیتال  | ۲۰            | —             |                        |